# Słownik biograficzny działaczy polskiego ruchu robotniczego
Słownik biograficzny działaczy polskiego ruchu robotniczego – słownik ukazujący się od 1967 roku (zeszyt próbny). Miał objąć Polaków i osoby, które działały na ziemiach polskich, a ich działalność była związana z ruchem robotniczym w XIX i XX wieku. 

## Historia
Pomysł podjęcia prac nad słownikiem zrodził się w 1958 podczas VIII Powszechnego Zjazdu Historyków Polskich. W 1960 powołano Komitet Redakcyjny "Słownika". Słownik pierwotnie wydawany był przez Zakład Historii Partii przy KC PZPR. Po jego rozwiązaniu (1971) ukazywał się pod auspicjami Muzeum Historii Polskiego Ruchu Rewolucyjnego/Muzeum Niepodległości w Warszawie. Redaktorem naczelnym był Feliks Tych. Ukazały się 3 tomy (do całości litery K). 